# I Sit on Acid
I Sit on Acid is een Engelstalige single van de Belgische band Lords of Acid uit 1988.
Op de B-kant van de single stond een instrumentale versie van het liedje.
Het nummer verscheen op het album Lust uit 1991.
Sample gebruikt door The Chemical Brothers in hun hit Hey Boy Hey Girl. 